# Комісія з питань вищого корпусу державної служби
Комісія з питань вищого корпусу державної служби — один з органів управління державною службою в Україні, створення якого передбачене Законом України «Про державну службу» від 10 грудня 2015 року, що набрав чинності з 1 травня 2016 року. Комісія є постійно діючим колегіальним органом і працює на громадських засадах.
Комісія утворюється Кабінетом Міністрів України, який затверджує її персональний склад.

## Склад Комісії
До складу Комісії входять:
1. представник від Верховної Ради України (за поданням Комітету ВР з питань державного будівництва, регіональної політики та місцевого самоврядування, з числа осіб, які займають посади вищого корпусу[K 1] державної служби)[K 2]
2. представник від Президента України[K 2]
3. представник від Кабінету Міністрів України (з числа осіб, які займають посади вищого корпусу державної служби)[K 2]
4. керівник Нацдержслужби (ex officio[en])[K 3]
5. керівник Національного агентства з питань запобігання корупції (ex officio)[K 3]
6. представник Державної судової адміністрації України[K 3]
7. по одному представнику від Федерації профспілок та Федерації роботодавців[K 3]
8. чотири представники — громадських об'єднань, наукових установ, навчальних закладів, експертів відповідної кваліфікації, обрані відповідно до порядку, що затверджується Урядом.[K 3]

## Повноваження Комісії
Комісія:
1. погоджує розроблені Нацдержслужбою типові вимоги до професійної компетентності державних службовців, які займають посади державної служби категорії «А»;[K 1]
2. проводить конкурс на зайняття вакантних посад категорії «А» та вносить суб'єкту призначення пропозиції щодо переможця конкурсу та другого за результатами конкурсу кандидата на вакантну посаду;
3. розглядає пропозиції та надає згоду на дострокове звільнення з посади за ініціативою суб'єкта призначення державних службовців, які займають посади категорії «А», та повідомляє про своє рішення суб'єкта призначення і Нацдержслужбу;
4. вносить пропозиції суб'єкту призначення щодо переведення державних службовців, які займають посади категорії «А», на рівнозначну або нижчу посаду до іншого державного органу у випадках строкового призначення;
5. здійснює дисциплінарні провадження щодо державних службовців, які займають посади категорії «А», та вносить суб'єкту призначення пропозиції за наслідками дисциплінарного провадження;
6. затверджує перелік посад державної служби, патронатної служби та посад працівників, які виконують функції з обслуговування, а також встановлює категорії посад державної служби за поданням керівника державної служби в апаратах допоміжних органів, утворених Президентом України.

## Діяльність
Комісія утворена розпорядженням КМУ 13 липня 2016 року, до її складу тоді ж увійшли 11 осіб. Але Положення про Комісію з'явилося раніше — 25 березня.
Протягом 2017 року Комісія провела 98 конкурсів на зайняття посад державної служби категорії «А», визначено 65 переможців.

## Контакти
Адреса: 01601, м. Київ, вул. Прорізна, 15